# 76e cérémonie des Golden Globes
La 76e cérémonie des Golden Globes, organisée par la Hollywood Foreign Press Association, s'est tenue le 6 janvier 2019 et a récompensé les films et séries américains diffusés en 2018, ainsi que les professionnels s'étant distingués cette année-là. Les acteurs Andy Samberg et Sandra Oh sont les hôtes de la cérémonie, succédant ainsi à Seth Meyers qui avait animé la cérémonie précédente,. La cérémonie est diffusée sur NBC.
Les nominations sont annoncées le 6 décembre 2018 au Beverly Hilton par Leslie Mann, Danai Gurira, Terry Crews et Christian Slater,,.
Green Book est l'oeuvre la plus récompensée, avec trois Golden Globes, dont celui du meilleur film musical ou de comédie. Bohemian Rhapsody et Roma en remporte deux chacun. Le Cecil B. DeMille Award est attribué à Jeff Bridges pour récompenser l'ensemble de sa carrière.

## Présentateurs et intervenants
- Sandra Oh, maîtresse de cérémonie
- Andy Samberg, maître de cérémonie

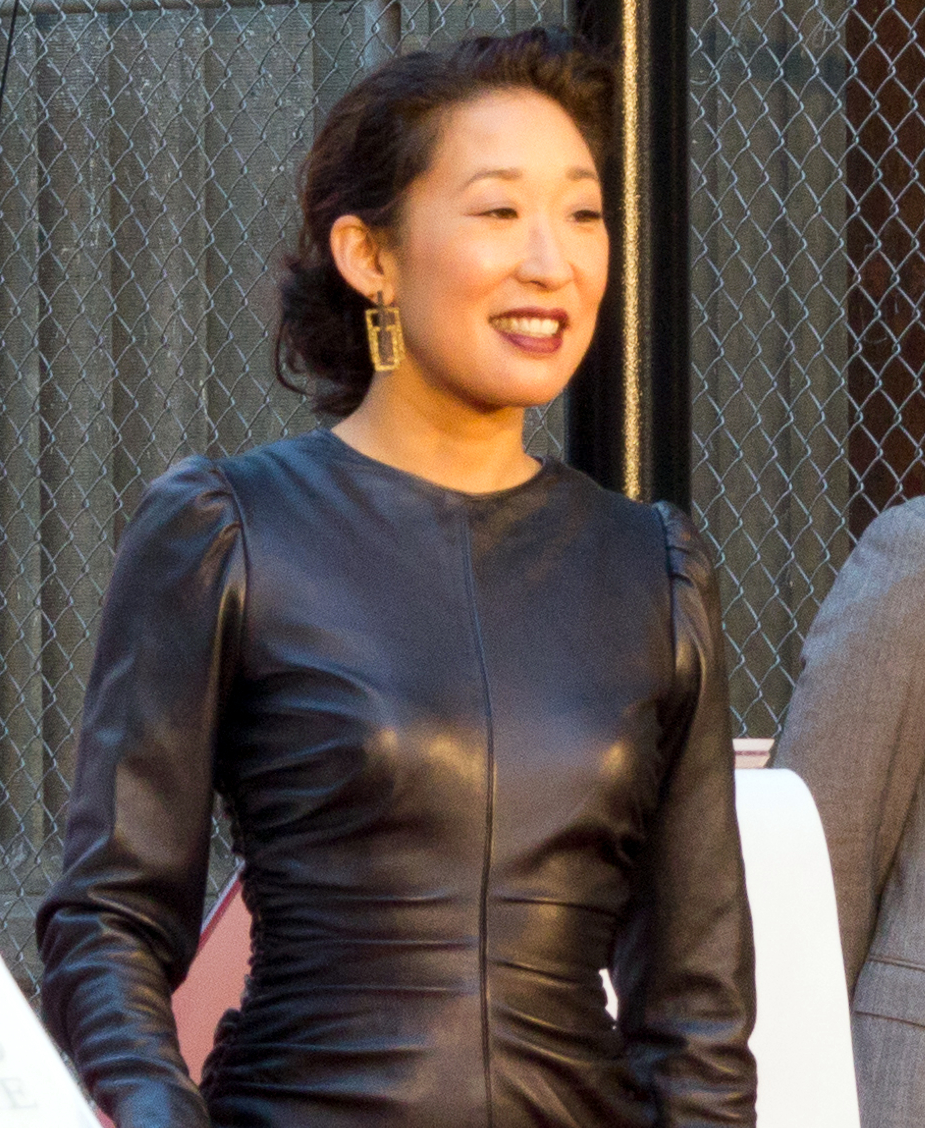
Sandra Oh, présentatrice de la cérémonie.

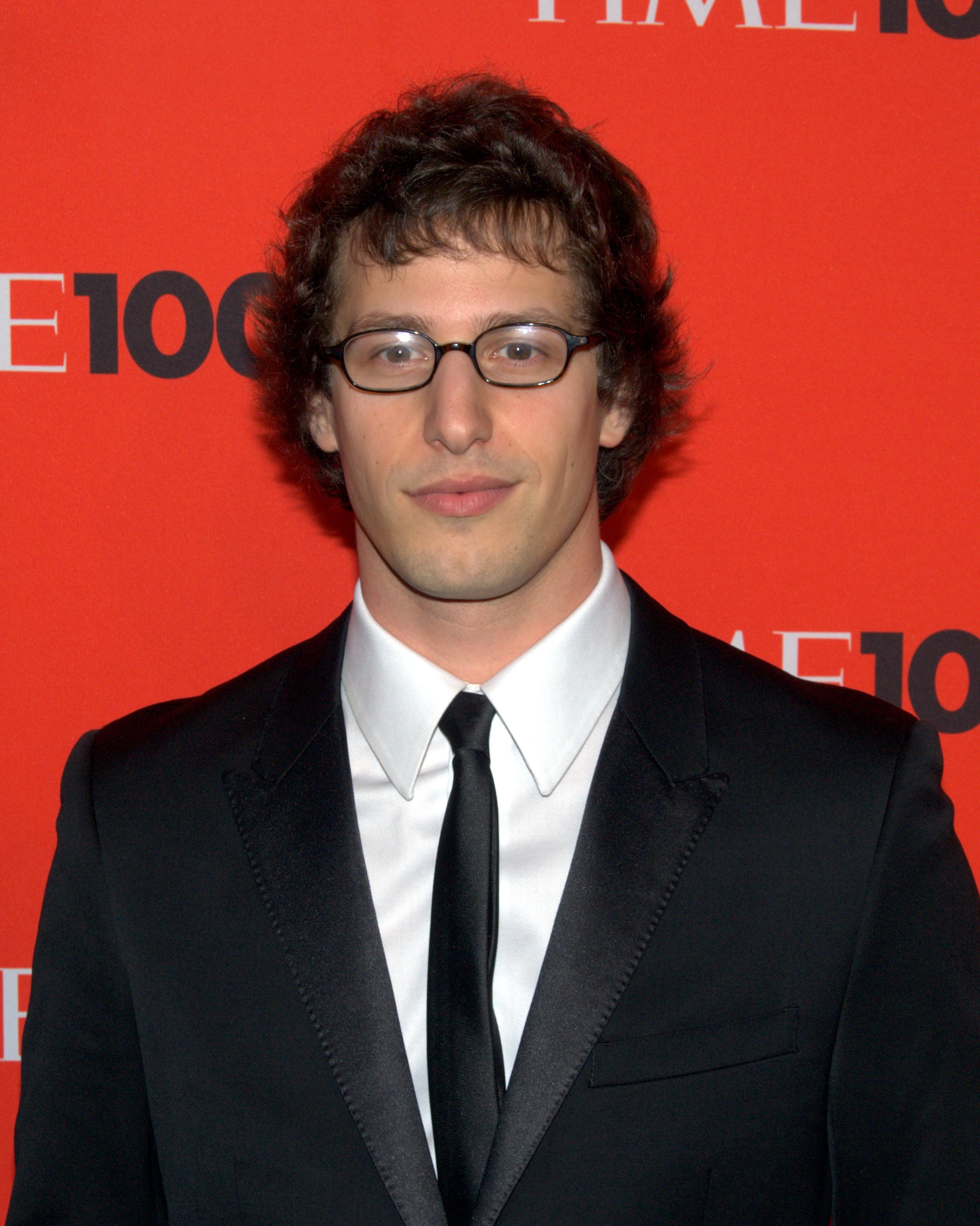
Andy Samberg, présentateur de la cérémonie.

Les personnalités suivantes ont remis des prix lors de la cérémonie :
- Bradley Cooper et Lady Gaga présentent le Meilleur acteur dans une série comique
- Chadwick Boseman, Danai Gurira, Michael B. Jordan et Lupita Nyong'o présentent le film Black Panther
- Olivia Colman, Emma Stone et Rachel Weisz présentent le film La Favorite
- Kaley Cuoco, Johnny Galecki et Jim Parsons présentent le Meilleur acteur dans une série dramatique et la Meilleure série dramatique
- Adam Driver et John David Washington présentent le film BlacKkKlansman : J'ai infiltré le Ku Klux Klan
- Taraji P. Henson et Gina Rodriguez présentent le Meilleur acteur dans un second rôle dans une série, une mini-série ou un téléfilm
- Jamie Lee Curtis et Ben Stiller présentent la Meilleure actrice dans une mini-série ou un téléfilm
- Lucy Liu présente le film Crazy Rich Asians
- Steve Carell présente le Carol Burnett Award
- Idris Elba et Taylor Swift présentent la Meilleure musique de film et la Meilleure chanson
- Octavia Spencer présente le film Green Book : Sur les routes du sud
- Allison Janney et Sam Rockwell présentent la Meilleure actrice dans un second rôle
- Kristen Bell et Megan Mullally présentent la Meilleure actrice dans une série dramatique
- Amy Poehler et Maya Rudolph présentent le Meilleur acteur dans un second rôle et le Meilleur scénario
- Felicity Huffman et William H. Macy présentent la Meilleure actrice dans un second rôle dans une série, une mini-série ou un téléfilm
- Saoirse Ronan présente le Meilleur acteur dans un film musical ou comique
- Antonio Banderas et Catherine Zeta-Jones présentent le Meilleur film étranger
- Tyler Perry présente le film Vice
- Taron Egerton et Amber Heard présentent le Meilleur acteur dans une mini-série ou un téléfilm
- Chris Pine présente le Cecil B. DeMille Award
- Harrison Ford présente le Meilleur réalisateur
- Sam Elliott présente le film A Star is born
- Sterling K. Brown, Justin Hartley et Chrissy Metz présentent la Meilleure actrice dans une série comique et la Meilleure série comique
- Emily Blunt et Dick Van Dyke présentent le film Le Retour de Mary Poppins
- Halle Berry et Lena Waithe présentent la Meilleure mini-série ou téléfilm
- Jessica Chastain et Anne Hathaway présentent la Meilleure actrice dans un film musical ou comique
- Janelle Monáe présente le film Si Beale Street pouvait parler
- Mike Myers présente le film Bohemian Rhapsody
- Bill Murray présente le Meilleur film musical ou comique
- Gary Oldman présente la Meilleure actrice dans un film dramatique
- Richard Gere et Julianne Moore présentent le Meilleur acteur dans un film dramatique
- Nicole Kidman présente le Meilleur film dramatique

## Palmarès

### Cinéma

#### Meilleur film dramatique
- Bohemian Rhapsody
  - Black Panther
  - BlacKkKlansman : J'ai infiltré le Ku Klux Klan (BlacKkKlansman)
  - Si Beale Street pouvait parler (If Beale Street Could Talk)
  - A Star is Born

#### Meilleur film musical ou comédie
- Green Book
  - Crazy Rich Asians
  - La Favorite (The Favourite)
  - Le Retour de Mary Poppins (Mary Poppins Returns)
  - Vice

#### Meilleur réalisateur
- Alfonso Cuarón pour Roma
  - Bradley Cooper pour A Star is Born
  - Peter Farrelly pour Green Book
  - Spike Lee pour BlacKkKlansman : J'ai infiltré le Ku Klux Klan (BlacKkKlansman)
  - Adam McKay pour Vice

#### Meilleur acteur dans un film dramatique
- Rami Malek pour le rôle de Freddie Mercury dans Bohemian Rhapsody
  - Bradley Cooper pour le rôle de Jackson Maine dans A Star is Born
  - Willem Dafoe pour le rôle de Vincent van Gogh dans At Eternity's Gate
  - Lucas Hedges pour le rôle de Jared Eamons dans Boy Erased
  - John David Washington pour le rôle de Ron Stallworth dans BlacKkKlansman : J'ai infiltré le Ku Klux Klan (BlacKkKlansman)

#### Meilleure actrice dans un film dramatique
- Glenn Close pour le rôle de Joan Castleman dans The Wife
  - Lady Gaga pour le rôle d'Ally Maine dans A Star is Born
  - Nicole Kidman pour le rôle d'Erin Bell dans Destroyer
  - Melissa McCarthy pour le rôle de Lee Israel dans Can You Ever Forgive Me?
  - Rosamund Pike pour le rôle de Marie Colvin dans A Private War

#### Meilleur acteur dans un film musical ou une comédie
- Christian Bale pour le rôle de Dick Cheney dans Vice
  - Lin-Manuel Miranda pour le rôle de Jack dans Le Retour de Mary Poppins (Mary Poppins Returns)
  - Viggo Mortensen pour le rôle de Tony Lip dans Green Book
  - Robert Redford pour le rôle de Forrest Tucker dans The Old Man and The Gun
  - John C. Reilly pour le rôle de Oliver Hardy dans Stan and Ollie

#### Meilleure actrice dans un film musical ou une comédie
- Olivia Colman pour le rôle d'Anne d'Angleterre dans La Favorite (The Favourite)
  - Emily Blunt pour le rôle de Mary Poppins dans Le Retour de Mary Poppins (Mary Poppins Returns)
  - Elsie Fisher pour le rôle de Kayla Day dans Eighth Grade
  - Charlize Theron pour le rôle de Marlo Moreau dans Tully
  - Constance Wu pour le rôle de Rachel Chu dans Crazy Rich Asians

#### Meilleur acteur dans un second rôle
- Mahershala Ali pour le rôle de Don Shirley dans Green Book
  - Timothée Chalamet pour le rôle de Nic Sheff dans Beautiful Boy
  - Adam Driver pour le rôle de Flip Zimmerman dans BlacKkKlansman : J'ai infiltré le Ku Klux Klan (BlacKkKlansman)
  - Richard E. Grant pour le rôle de Jack Hock dans Can You Ever Forgive Me?
  - Sam Rockwell pour le rôle de George W. Bush dans Vice

#### Meilleure actrice dans un second rôle
- Regina King pour le rôle de Sharon Rivers dans Si Beale Street pouvait parler (If Beale Street Could Talk)
  - Amy Adams pour le rôle de Lynne Cheney dans Vice
  - Claire Foy pour le rôle de Janet Armstrong dans First Man : Le Premier Homme sur la Lune (First Man)
  - Emma Stone pour le rôle d'Abigail Masham dans La Favorite (The Favourite)
  - Rachel Weisz pour le rôle de Sarah Churchill dans La Favorite (The Favourite)

#### Meilleur scénario
- Green Book - Peter Farrelly, Brian Hayes Currie et Nick Vallelonga
  - La Favorite (The Favourite) - Deborah Davis et Tony McNamara
  - Roma - Alfonso Cuarón
  - Si Beale Street pouvait parler (If Beale Street Could Talk) - Barry Jenkins
  - Vice - Adam McKay

#### Meilleure chanson originale
- Shallow dans A Star Is Born - Lady Gaga, Mark Ronson, Anthony Rossomando et Andrew Wyatt
  - All the Stars dans Black Panther - Sounwave et Al Shux
  - Girl in the Movies dans Dumplin' - Dolly Parton et Linda Perry
  - Requiem for a private war dans A Private War - Annie Lennox
  - Revelation dans Boy Erased - Leland, Troye Sivan et Jónsi

#### Meilleure musique de film
- First Man : Le Premier Homme sur la Lune (First Man) - Justin Hurwitz
  - Black Panther - Ludwig Göransson
  - L'Île aux chiens (Isle of Dogs) - Alexandre Desplat
  - Le Retour de Mary Poppins (Mary Poppins Returns) - Marc Shaiman et Scott Wittman
  - Sans un bruit (A Quiet Place) - Marco Beltrami

#### Meilleur film en langue étrangère
- Roma de Alfonso Cuarón –  Mexique  États-Unis (en espagnol et mixtèque)
  - Capharnaüm (Capernaum) de Nadine Labaki –  Liban (en arabe)
  - Girl de Lukas Dhont –  Belgique  Pays-Bas (en français, flamand et anglais)
  - Werk ohne Autor (Never Look Away) de Florian Henckel von Donnersmarck –  Allemagne (en allemand)
  - Une affaire de famille (Manbiki kazoku) de Hirokazu Kore-eda –  Japon (en japonais)

#### Meilleur film d'animation
- Spider-Man: New Generation (Spider-Man: Into the Spider-Verse)
  - L'Île aux chiens (Isle of Dogs)
  - Les Indestructibles 2 (Incredibles 2)
  - Miraï, ma petite sœur (Mirai)
  - Ralph 2.0 (Ralph Breaks the Internet)

### Télévision

#### Meilleure série dramatique
- The Americans
  - Bodyguard
  - Homecoming
  - Killing Eve
  - Pose

#### Meilleure série musicale ou comique
- La Méthode Kominsky (The Kominsky Method)
  - Barry
  - The Good Place
  - Kidding
  - Mme Maisel, femme fabuleuse (The Marvelous Mrs. Maisel)

#### Meilleure mini-série ou meilleur téléfilm
- The Assassination of Gianni Versace: American Crime Story
  - L'Aliéniste (The Alienist)
  - Escape at Dannemora
  - Sharp Objects
  - A Very English Scandal

#### Meilleur acteur dans une série dramatique
- Richard Madden pour le rôle de David Budd dans Bodyguard
  - Jason Bateman pour le rôle de Martin Byrde dans Ozark
  - Stephan James pour le rôle de Walter Cruz dans Homecoming
  - Billy Porter pour le rôle de Pray Tell dans Pose
  - Matthew Rhys pour le rôle de Phillip Jennings dans The Americans

#### Meilleure actrice dans une série dramatique
- Sandra Oh pour le rôle d'Eve Polastri dans Killing Eve
  - Caitriona Balfe pour le rôle de Claire Fraser dans Outlander
  - Elisabeth Moss pour le rôle de Defred / June Osborne dans The Handmaid's Tale : La Servante écarlate (The Handmaid's Tale)
  - Julia Roberts pour le rôle de Heidi Bergman dans Homecoming
  - Keri Russell pour le rôle d'Elizabeth Jennings dans The Americans

#### Meilleur acteur dans une série musicale ou comique
- Michael Douglas pour le rôle de Sandy Kominsky dans La Méthode Kominsky (The Kominsky Method)
  - Sacha Baron Cohen pour multiples personnages dans Who Is America?
  - Jim Carrey pour le rôle de Jeff Pickles dans Kidding
  - Donald Glover pour le rôle de Earnest « Earn » Marks dans Atlanta
  - Bill Hader pour le rôle de Barry Berkman / Barry Block dans Barry

#### Meilleure actrice dans une série musicale ou comique
- Rachel Brosnahan pour le rôle de Miriam Maisel dans Mme Maisel, femme fabuleuse (The Marvelous Mrs. Maisel)
  - Kristen Bell pour le rôle d'Eleanor Shellstrop dans The Good Place
  - Candice Bergen pour le rôle de Murphy Brown dans Murphy Brown
  - Alison Brie pour le rôle de Ruth Wilder dans GLOW
  - Debra Messing pour le rôle de Grace Adler dans Will et Grace

#### Meilleur acteur dans une mini-série ou un téléfilm
- Darren Criss pour le rôle d'Andrew Cunanan dans The Assassination of Gianni Versace: American Crime Story
  - Antonio Banderas pour le rôle de Pablo Picasso dans Genius: Picasso
  - Daniel Brühl pour le rôle du Dr Laszlo Kreizler dans L'Aliéniste (The Alienist)
  - Benedict Cumberbatch pour le rôle de Patrick Melrose dans Patrick Melrose
  - Hugh Grant pour le rôle de Jeremy Thorpe dans A Very English Scandal

#### Meilleure actrice dans une mini-série ou un téléfilm
- Patricia Arquette pour le rôle de Tilly Mitchell dans Escape at Dannemora
  - Amy Adams pour le rôle de Camille Preaker dans Sharp Objects
  - Connie Britton pour le rôle de Debra Newell dans Dirty John
  - Laura Dern pour le rôle de Jennifer Fox dans The Tale
  - Regina King pour le rôle de Latrice Butler dans Seven Seconds

#### Meilleur acteur dans un second rôle dans une série, une mini-série ou un téléfilm
- Ben Whishaw pour le rôle de Norman Scott dans A Very English Scandal
  - Alan Arkin pour le rôle de Norman Newlander dans La Méthode Kominsky (The Kominsky Method)
  - Kieran Culkin pour le rôle de Roman Roy dans Succession
  - Édgar Ramírez pour le rôle de Gianni Versace dans The Assassination of Gianni Versace: American Crime Story
  - Henry Winkler pour le rôle de Gene Cousineau dans Barry

#### Meilleure actrice dans un second rôle dans une série, une mini-série ou un téléfilm
- Patricia Clarkson pour le rôle d'Adora Crellin dans Sharp Objects
  - Alex Borstein pour le rôle de Susie Myerson dans Mme Maisel, femme fabuleuse (The Marvelous Mrs. Maisel)
  - Penélope Cruz pour le rôle de Donatella Versace dans The Assassination of Gianni Versace: American Crime Story
  - Thandie Newton pour le rôle de Maeve Millay dans Westworld
  - Yvonne Strahovski pour le rôle de Serena Joy Waterford dans The Handmaid's Tale : La Servante écarlate (The Handmaid's Tale)

### Récompenses spéciales

#### Cecil B. DeMille Award
- Jeff Bridges

#### Carol Burnett Award
- Carol Burnett[6]

#### Golden Globe Ambassador
- Isan Elba[7]

## Statistiques

### Nominations multiples

#### Cinéma
- 6 : Vice
- 5 : A Star is Born, La Favorite et Green Book
- 4 : BlacKkKlansman : J'ai infiltré le Ku Klux Klan et Le Retour de Mary Poppins
- 3 : Black Panther, Si Beale Street pouvait parler et Roma
- 2 : Bohemian Rhapsody, Crazy Rich Asians, Boy Erased, Can You Ever Forgive Me?, A Private War, First Man : Le Premier Homme sur la Lune et L'Île aux chiens

#### Télévision
- 4 : American Crime Story: The Assassination of Gianni Versace
- 3 : The Americans, Barry, Homecoming, La Méthode Kominsky, Mme Maisel, femme fabuleuse, Sharp Objects et A Very English Scandal
- 2 : L'Aliéniste, Bodyguard, Escape at Dannemora, The Good Place, The Handmaid's Tale : La Servante écarlate, Kidding, Killing Eve et Pose

#### Personnalités
3  : Alfonso Cuarón
 2  : Bradley Cooper, Peter Farrelly, Adam McKay et Lady Gaga

### Récompenses multiples

#### Cinéma
3 / 5 : Green Book
2 / 2 : Bohemian Rhapsody
2 / 3 : Roma

#### Télévision
- 2 : American Crime Story: The Assassination of Gianni Versace et La Méthode Kominsky

### Les grands perdants
- 1 / 6 : Vice

## Faits marquants
Cette cérémonie marque l'entrée dans la compétition d'un tout nouveau trophée qui récompense l'ensemble d'une carrière dans l'industrie télévisuelle. Il est l'équivalent du Cecil B. DeMille Award qui récompense l'ensemble d'une carrière dans l'industrie cinématographique. L'actrice Carol Burnett en est la première récipiendaire et le trophée est créé à son nom.